# Островинская, Анна Орестовна
Анна Орестовна Островинская (урожд. Балк, псевд. А. Орестова; 15 марта 1844 — 9 июня 1903, Люцерн, Швейцария) — русская детская писательница, автор серии биографических очерков.

## Биография
Анна Орестовна Балк родилась 15 марта 1844 года в состоятельной аристократической семье; состояла в браке с генерал-майором Островинским. Впервые начала писать в начале 1870-х годов: выучила русский язык и «стала упражняться в письменном изложении». К самостоятельному творчеству приступила относительно поздно — уже будучи пожилым человеком; писала под псевдонимом «А. Орестова». Публиковалась в ряде журналов для семейного чтения: в том числе «Семейные вечера», «Детское чтение» и «Задушевное слово». В основном её творчество было адресовано юным читателям. В 1885 году в издательстве Ф. Павленкова вышел биографический сборник Островинской под названием «Искры Божьи»: сборник был издан в двух частях и включал в себя восемь биографий — Белинского, Ершова, Жуковского, Новикова, Серякова, Сервантеса, Свифта и Щепкина. В последние годы жизни Анна Орестовна тяжело болела и отдалилась от литературной деятельности. Скончалась 9 июня 1903 года в городе Люцерн (Швейцария) и была похоронена на кладбище Староладожского Успенского монастыря.

## Произведения
- The Flame of God = Искры божьи : Биогр. очерки А. Островинской : В 2 ч. Ч. 1. — Санкт-Петербург : тип. И. А. Цедербаума, 1885. — 21. — (Издания Ф. Павленкова для детей и для юношества). — 1885. — [4], 367 с., 8 л. портр.
- П. П. Ершов : (авт. сказки «Конек-Горбунок») : биогр. очерк : (для дет. чтения) / А. О. Островинская. — Санкт-Петербург : Ф. Павленков, 1885. — [2], 26 с., 1 л. фронт. (портр.).
  - Ершов Петр Павлович : (по воспоминаниям унив. товарища) // Семейные Вечера. 1884. № 2. С. 157—182.